# SprutCAM
Спруткам — российская CAM-система для разработки управляющих программ для оборудования с ЧПУ, поддерживающая разработку управляющих программ для многокоординатного, электроэрозионного, токарно-фрезерного оборудования и промышленных роботов с учетом полной кинематической 3D-модели всех узлов.
Позволяет создавать 3D-схемы станков и всех его узлов и производить предварительную виртуальную обработку с контролем кинематики и 100 % достоверностью, что позволяет наглядно программировать сложное многокоординатное оборудование.
Используется в металло-, дерево-, обрабатывающей промышленности; для электроэрозионной, фрезерной, токарной, токарно-фрезерной, лазерной, плазменной и газовой обработке; при производстве оригинальных изделий, штампов, пресс-форм, прототипов изделий, деталей машин, шаблонов, а также гравировки надписей и изображений.